# بنیاد فرهنگ ایران

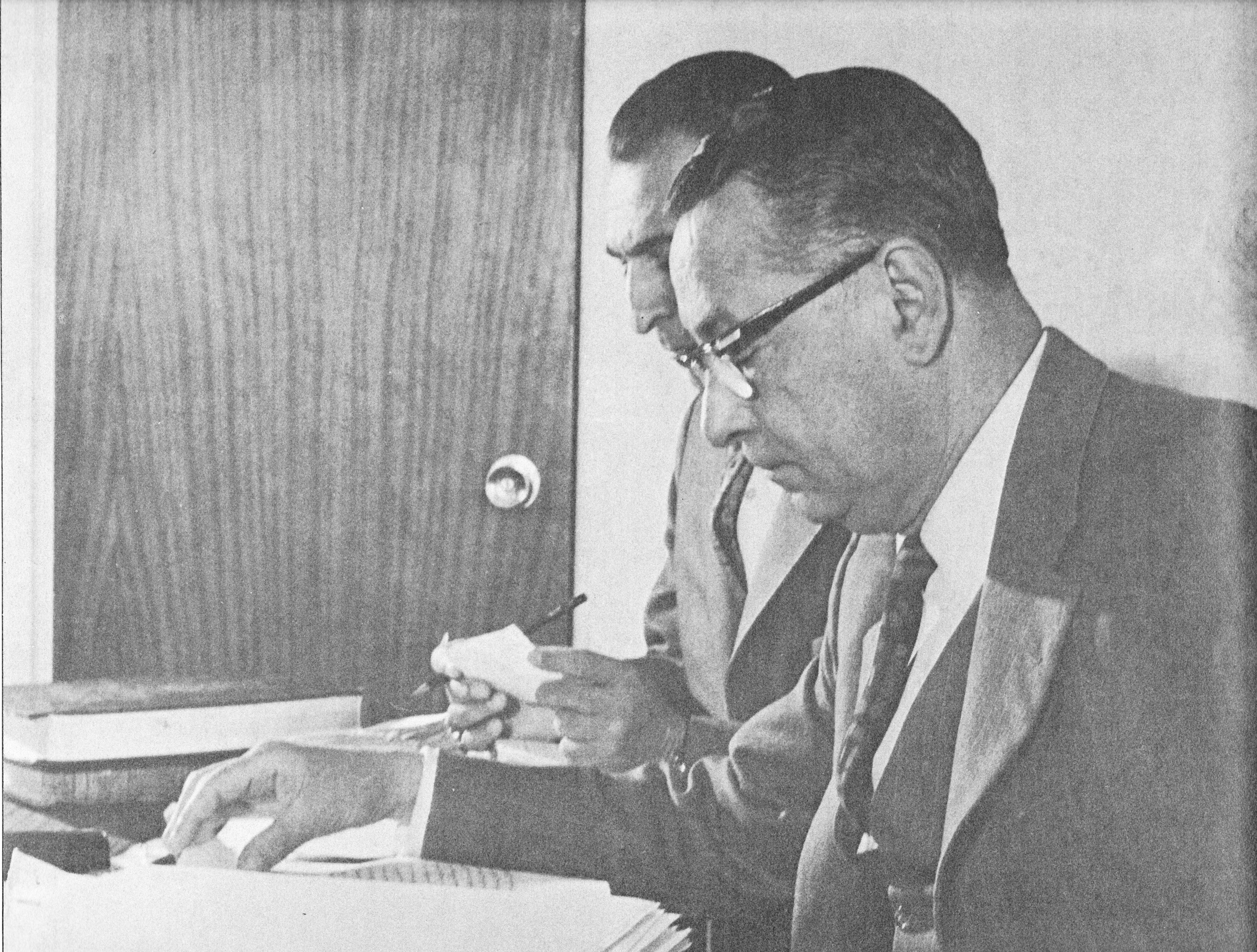
پرویز ناتل خانلری در بنیاد فرهنگ ایران

بنیاد فرهنگ ایران (در حال حاضر با نام پژوهشگاه علوم انسانی و مطالعات فرهنگی) نهادی پژوهشی بود که برای پاسداشت، گسترش و پیش‌برد زبان فارسی در مهر ماه ۱۳۴۳، بنیان شد. بنیاد فرهنگ ایران سازمانی غیرانتفاعی و دارای شخصیتی حقوقی بود. پرویز ناتل خانلری دبیرکل بنیاد فرهنگ ایران بود. مرکز بنیاد فرهنگ ایران در تهران قرار داشت. هم‌چنین در اساسنامه بنیاد آمده بود که بنیاد فرهنگ ایران برای پیشبرد و گسترش ادبیات فارسی و چامه‌سرایی، که «میراث فرهنگی ایران» است، بنیان گذارده شده‌است. درحال حاضر بنیاد فرهنگ ایران تحت عنوان پژوهشگاه علوم انسانی و مطالعات فرهنگی به فعالیت خود ادامه می‌دهد.

## وظایف

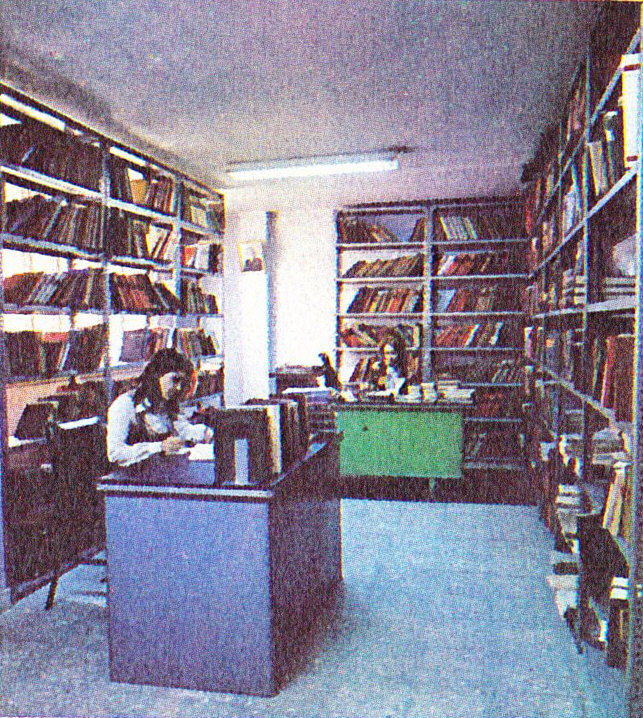
گوشه‌ای از کتابخانهٔ بنیاد فرهنگ ایران

در ماده نخست اساسنامهٔ بنیاد فرهنگ ایران آمده بود که بنیاد دارای هیئت مؤسسان، هیئت‌امنا که ترکیبی از ۱۶ نفر که برای چهار سال و به آرای بیشترین برگزیده شده‌بودند و خزانه‌داری بود. بنیاد زیر ریاست‌عالیه فرح پهلوی قرارداشت.
به‌موجب مادهٔ دوم اساسنامهٔ بنیاد فرهنگ ایران، این بنیاد وظایف زیر را برعهده‌داشت:
الف - نوشتن و چاپ‌کردن فرهنگ‌نامه‌های پارسی: یکی از وظایف اساسی که بنیاد فرهنگ ایران بر عهده دارد تدوین یک فرهنگ بزرگ جامع و کامل زبان فارسی است. برای رسیدن به این مقصود چندین طرح تهیه شده و در شرف اجراست که از آن جمله یکی چاپ دقیق انتقادی کتب لغت عربی به فارسی است که در شش هفت قرن نخستین اسلامی تألیف یافته‌است.
ب - نوشتن و چاپ‌کردن واژه‌نامه‌های پارسی
ج - پژوهش و بررسی در دستور زبان پارسی و تاریخ تحول و دگرگونی آن
د - برگردان و چاپ هر گونه نوشتارهای پژوهشی دربارهٔ فرهنگ ایران و زبان پارسی که به زبان‌های دیگر نوشته شده باشد.
ه - گردآوری اسناد و مدارک و منابع لازم برای مطالعه و پژوهش در زبان و فرهنگ ایران.
و – پیشبرد و یاری به نگارش و چاپ هرگونه نوشتار یا خودآموزی که آموختن زبان فارسی روان را برای ایرانیان و غیرایرانیان ساده کند.
ز- همکاری با همه موسسه‌های ایرانی و غیرایرانی که به فرهنگ ایران خدمت می‌کنند.
ح - یاری در بنیان کتاب‌خانه‌های همگانی
ط – تشویق و ترغیب صاحب‌نظران و زبان‌شناسان به هرگونه پژوهش و بررسی که در بهبود و درست نویسی و تکمیل خط فارسی برای ساده‌کردن خواندن و دقت در ثبت کلمات بشود.

## خدمات انجام شده

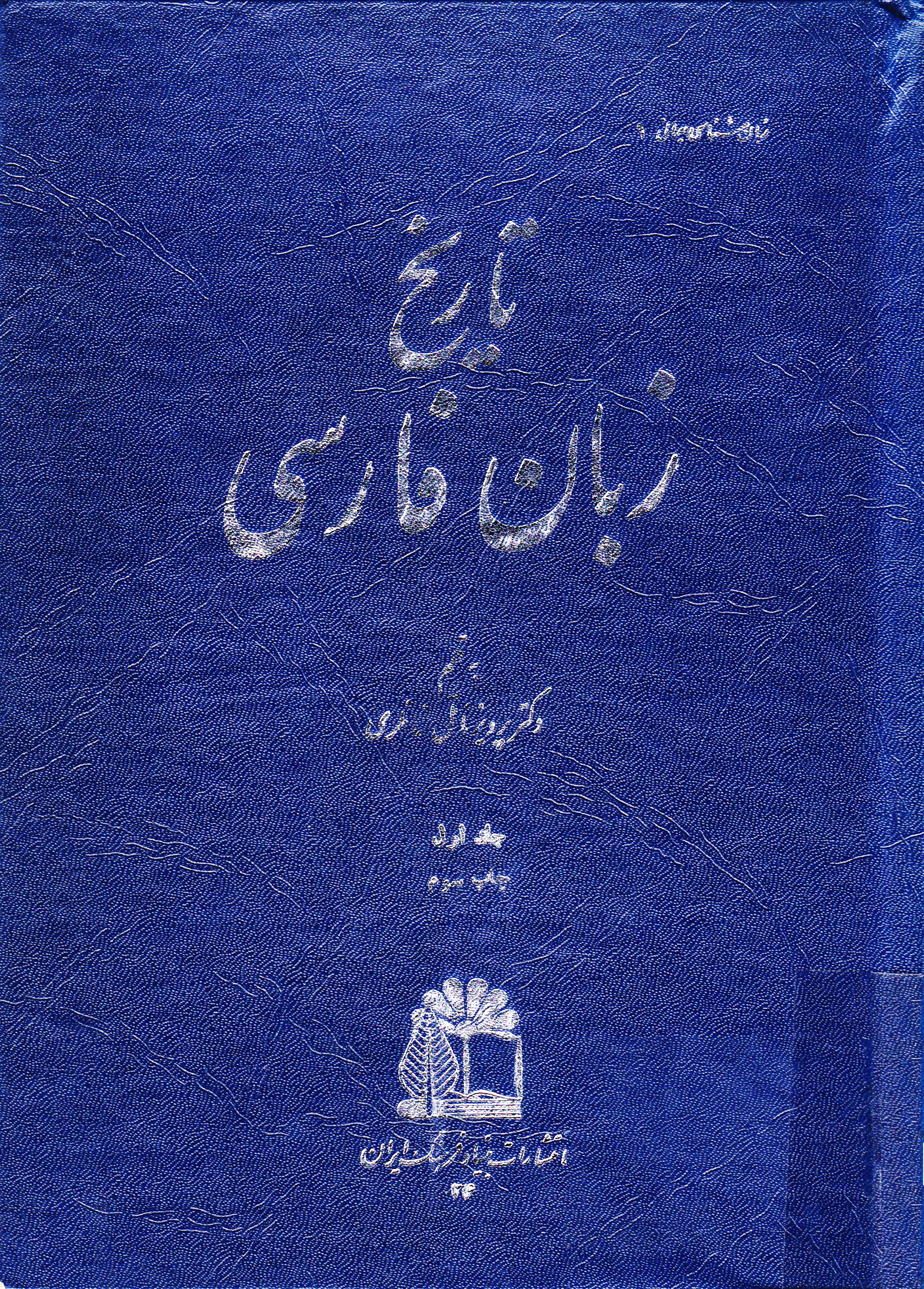
تاریخ زبان فارسی

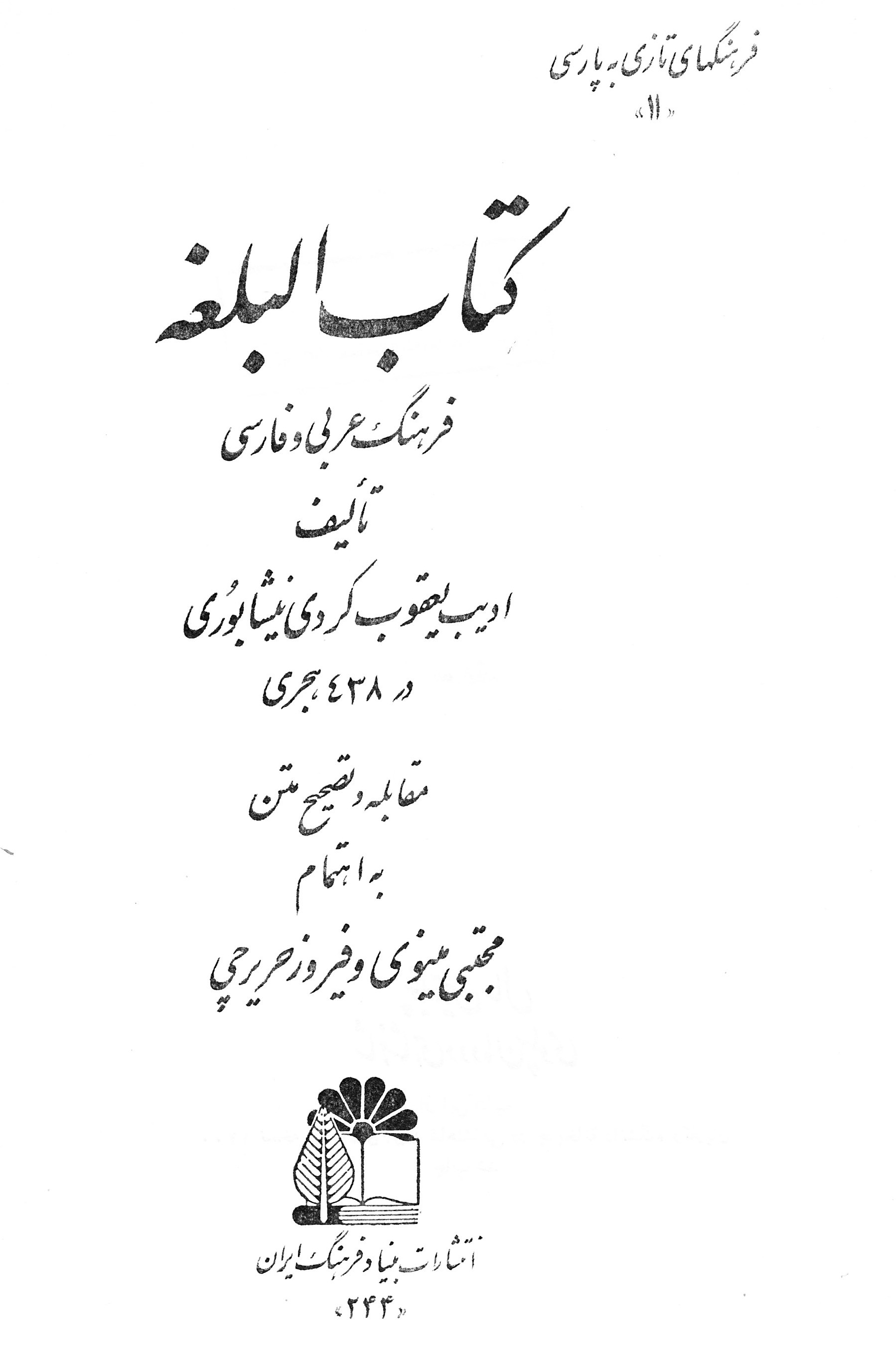
کتاب البلغه- فرهنگ‌های تازی به پارسی

لوگوی انتشارات بنیاد فرهنگ ایران

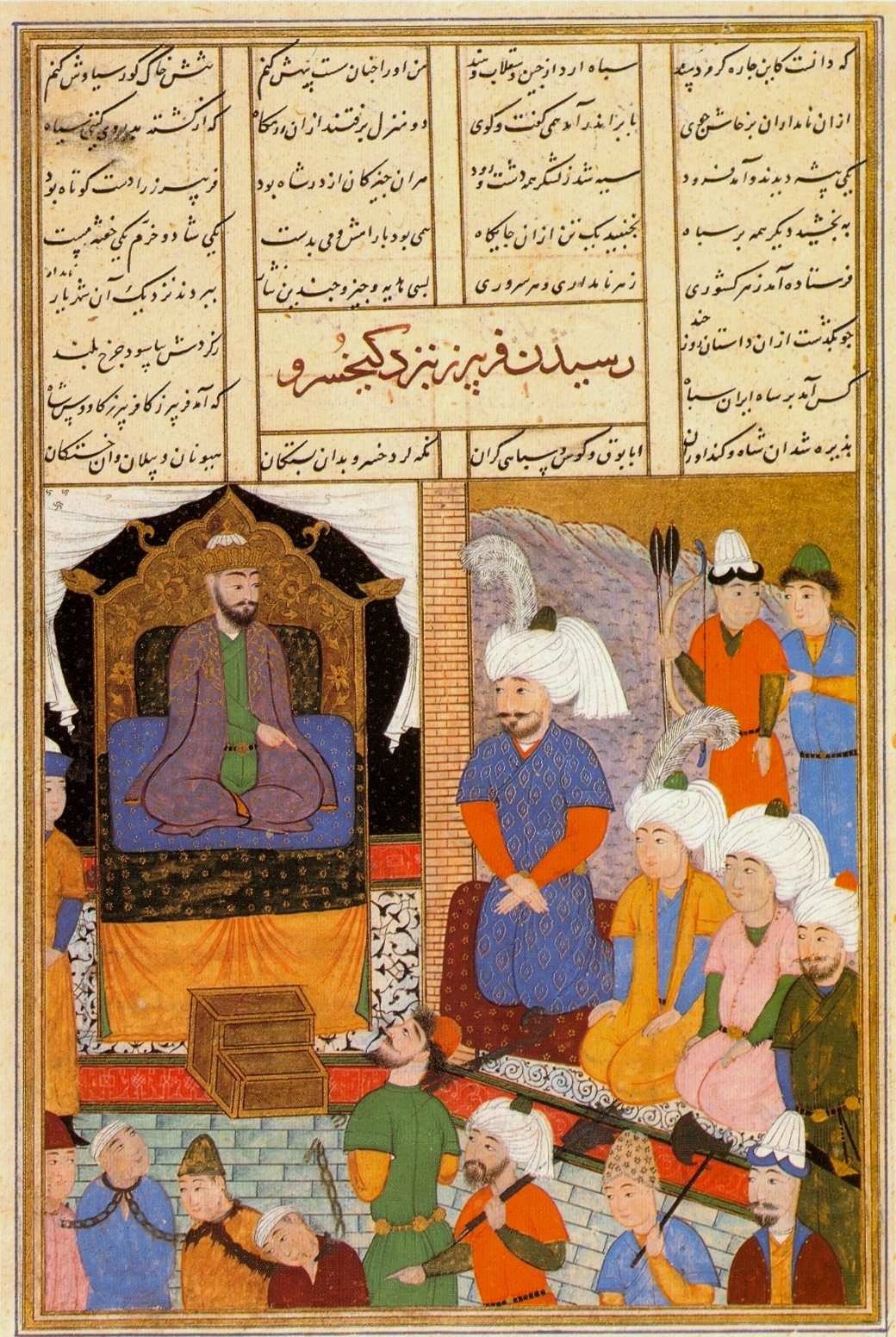
نمونه پرده‌هایی از شاهنامه

الف – فرهنگ‌نامه‌های فارسی: با همکاری جمعی از متخصصان علوم و فنون مختلف، کلیه اصطلاحات مربوط به صنعت نفت، علوم ریاضی، فیزیک، شیمی، حسابداری، حقوق، معدن‌شناسی، داروشناسی، و کشاورزی استخراج و با برابر واژه‌های فرانسه و انگلیسی تنظیم و تعریف شد.
ب – در مورد نوشت و چاپ واژه‌نامه‌های فارسی بنیاد فرهنگ ایران در درجه نخست به نوشتن «فرهنگ تاریخی زبان پارسی» همت گماشت؛ که در کلیهٔ متون و نظم و نثر پارسی موجود در جهان – اعم از چاپ شده و نشده – از آغاز تا قرن هفتم به کار رفته‌است با ذکر معانی دقیق و شواهد. تمام واژه‌های منابع مربوط به این دوره استخراج شد و مطالب این بخش پس از طی مراحل نه‌گانه بررسی و تحقیق و بازخوانی و غیره آماده چاپ شد و این فرهنگ عظیم به چاپ رسید.
ج – راجع به تحقیق و مطالعه در قواعد و اصول زبان‌پارسی و تاریخ تحول آن، فعالیت‌ها در دو شعبه متمرکز گردید:
۱ – در شعبه تحقیق راجع به زبان‌شناسی ایرانی و زبان‌های باستانی ایران پژوهش دربارهٔ متون و زبان‌های پهلوی، اوستایی، سغدی، فارسی میانه و چاپ متن‌ها و تهیه واژه‌نامه بود ۴ متن پهلوی و ۳ جلد واژه‌نامه و ۲ متن و ۳ واژه‌نامه به چاپ رسید.
۲ – شعبهٔ تألیف دستور زبان پارسی و دستور تاریخی زبان فارسی، پژوهشگران این شعبه با تحقیق و بررسی در تمامی آثار نوشته شده موجود به پارسی و هم‌چنین در زبان محاوره به تهیه یادداشت دربارهٔ کلیه نکات دستوری پرداختند، با استفاده از این یادداشت‌ها یک سری پنج جلدی کتاب با عنوان "تاریخ زبان فارسی " و دستور زبان فارسی تألیف شد. دکتر خانلری می‌نویسد:

1. جلد اول شامل دو باب است. باب نخستین به ذکر اصول و کلیاتی اختصاص یافته‌است که دانستن آنها برای فهم مطالبی که در باب دوم و مجلدات دیگر این کتاب می‌آید ضروری است، و چون این مطالب، به این صورت، در کتاب‌های دیگر به زبان فارسی در نیامده‌است از ایراد آنه در این باب، که در حکم مقدمه‌ای برای مباحث بعد است، گزیری نبود. باب دوم متضمن اطلاعاتی است دربارهٔ زبان‌های غیرایرانی که در این سرزمین رایج بوده و در تحول زبان‌های ایرانی تأثیری داشته‌اند، و سپس شناختن زبان‌های ایرانی میانه و ساختمان صرف و نحو بعضی از آنها که به زبانهای ایرانی جدید، خاصه فارسی دری منتهی شده‌است. از نظر تاریخی این جلد به استیلای اسلام در ایران پایان می‌پذیرد.
2. جلد دوم به بحثی دربارهٔ انواع زبان‌ها و گویش‌های ایرانی که بعد از اسلام در قلمرو زبان‌های ایرانی رایج بوده‌است آغاز می‌شود. سپس نخستین آثاری که از زبان فارسی‌دری موجود است مورد مطالعه قرار می‌گیرد. آنگاه نکته‌ها و قواعد این زبان در دوره اول، یعنی از آغاز تا اوایل قرن هفتم، که دوره تکوین فارسی دری است، با تفصیل تمام و نقل مثال‌ها و شاهدهای فراوان ذکر می‌شود.
3. جلد سوم به مختصات صرفی و نحوی و لغوی فارسی‌دری در دوره دوم، یعنی از قرن هفتم تا سیزدهم هجری مخصوص است. این دوره را دوره فارسی دری خوانده‌ام زیرا که بیشتر نویسندگان این دوران، فارسی را به عنوان زبان ادبی نزد معلم می‌آموخته‌اند و زبان مادری ایشان غالباً یکی دیگر از گویش‌های ایرانی که با فارسی‌دری یعنی زبان رسمی کشور و زبان علم و ادب تفاوت داشته‌است.
4. جلد چهارم دربارهٔ قواعد زبان فارسی در دوره تحول است. در این دوره که از اواخر قرن سیزدهم و آغاز قرن چهاردهم شروع می‌شود تحول اوضاع اجتماعی و ایجاد رابطه فکری و معنوی با ملت‌های دیگر خاصه با مغرب‌زمین، موجب تحول بزرگی در زبان فارسی شده‌است، که از آن‌جمله پدید آمدن الفاظ تازه برای معانی جدید و اقتباس بسیاری از کلمات بیگانه، و سادگی در عبارت و انشا به‌منظور آنکه نوشته‌ها در خور فهم گروه انبوه‌تری از خوانندگان باشد، و ضرورت‌های تازه‌ای که بر اثر تغییر وضع اجتماعی حاصل شده‌است و نظایر آنهاست.

۵ - جلد پنجم دربارهٔ خصوصیات صرفی و نحوی و لغوی فارسی دری در کشورهای دیگر فارسی‌زبان یا فارسی‌دان، مانند افغانستان و تاجیکستان و شبه‌قاره هندوستان بحث می‌شود.
د – از آثار پژوهشی که به زبان‌های دیگر دربارهٔ ایران و معارف ایرانی به چاپ رسیده‌است تا کنون نزدیک به ۳۰ جلد به وسیله مترجمان متخصص بنیاد به فارسی ترجمه و منتشر شد.
ه – در مورد تهیه اسناد و مدارک برای بررسی و پژوهش در زبان و فرهنگ ایران از چند سوی اقدام شد:
۱ – در مورد تهیه و چاپ منابع تاریخ و جغرافیای ایران تا پایان سال ۱۳۵۷ بیش از ۶۵ جلد کتاب به چاپ رسید.
۲ – دو جلد کتاب نفیس از آثار هنر ایرانی و نقاشی‌های مربوط به ایران و یک جلد دیگر نیز دربارهٔ صنعت قلمکار به چاپ رسید.
۳ – دربارهٔ ادیان و فلسفه عرفان ایرانی و فرهنگ عامه ۱۶ اثر تهیه و چاپ شد.
۴ – از مجموعه مقالات و کتاب‌هایی که تاکنون دربارهٔ ایران و ایرانی به زبان‌های اروپایی چاپ شده‌است فهرست کاملی ترتیب یافته و جلد ۳ از این فهرست چاپ شد.
۵ – برای پژوهش در زبان فارسی گذشته از کوشش‌هایی که در تهیهٔ فرهنگ تاریخی و پژوهش در زبان‌های باستانی مصروف افتاده‌است، تصحیح و چاپ فرهنگ‌های عربی به فارسی نیز مورد توجه بود و ۱۰ جلد از این فرهنگ‌ها منتشر شد.
 اهمیت این کتاب‌ها از آن است که چون کلمات فارسی در مقابل لغات تازی ثبت شده و معانی کلمات عربی در قاموس‌ها و کتب لغت با دقت و صراحت ضبط است. از روی آنها معنی صریح و دقیق الفاظ فارسی را می‌توان دریافت.
دیگر آنکه بسا لغات فارسی است که در منتهای موجود ادبیات فارسی به کار نرفته‌است و تنها منبعی که این‌گونه کلمات را دربردارد و همین لغت نامه‌های عربی فارسی است.
به این سبب بنیاد فرهنگ ایران برآن شد که این کتاب‌ها را جداگانه تصحیح و چاپ و منتشر کند بعضی از این فرهنگ‌ها پیش از این یک‌بار یا بیشتر چاپ شده‌است. اما هیچ‌یک از آن چاپ‌ها دقیق و درست و معتبر نیست و بعضی دیگر به صورت نسخه‌های خطی در ایران یا اکناف جهان موجود است که هنوز چاپ و انتشار نیافته‌است.
ترتیب ثبت لغات در این کتاب‌ها مختلف است. اما به منظور آنکه استفاده از آنها برای همه کس میسر و آسان باشد برای هر کتاب فهرست‌های دقیق ترتیب داده شده‌است.
نسخه بعضی از این کتاب‍ها به خط خوش خوانا و ضبط دقیق حرکات در دست است. اما از بعضی دیگر نتوانسته‌ایم نسخه مضبوط و دقیقی فراهم کنیم. در مورد دوم ناگزیر چند نسخه کهن را به چاپ عکسی منتشر سازیم و برآن فهرست‌های دقیق ترتیب بدهیم. در مورد دوم ناگزیر چند نسخه را مقابله و تصحیح می‌کنیم و فهرست‌ها را بر اساس نسخه‌ای که مرتب می‌شود تدوین می‌کنیم.
مجموعه این سلسله لغت‌نامه‌ها شامل ده کتاب است. پس از انجام یافتن چاپ این نسخه‌ها شاید سزاوار باشد که همه لغات مندرج در آنها روی هم ریخته شود و از مجموع لغت‌نامه واحدی فراهم بیاید که نمودار دقایق معانی و چگونگی استعمال الفاظ فارسی در هفت قرن نخستین دوره اسلامی تاریخ ایران باشد.
دبیرکل بنیاد فرهنگ ایران
دکتر پرویز خانلری
۶ – تعداد ۴۰ مجلد از متون فارسی اعم از ادبی و علمی به وسیلهٔ محققان بنیاد با شیوه‌های علمی تصحیح شد و به چاپ رسید و با فهرست لغات و اصطلاحاتی که برای هر متن تهیه و چاپ شد. بدین راه منابع مفیدی برای پژوهش در زبان فارسی فراهم آمد.
۷ – علاوه بر اینها بنیاد فرهنگ به تشکیل کتابخانه جامعی از تمامی آثار و نوشته‌هایی که در زبان‌های گوناگون دربارهٔ ایران و معاریف ایران به چاپ رسیده‌بود اقدام کرد. این کتابخانه که در نوع خود منحصربه‌فرد بود، بیش از ۱۵ هزار جلد کتاب داشت که لااقل یک سوم آن کتاب‌های کم‌یاب و نفیس بود.
و – دربارهٔ چاپ آثاری که معرف فارسی فصیح و روان باشد گذشته از متون معتبرادبی کتاب‌هایی نیز به فارسی‌ساده نوشته شد که ۴ جلد آن چاپ شد.
ز – در مورد همکاری با موسسه‌های ایرانی و غیرایرانی و هم‌چنین یاری به بنیان کتابخانه‌های عمومی بنیاد فرهنگ ایران با دانشمندان و ایرانشناسان و مجامع علمی و دانشگاهی بیش از ۴۰ کشور گیتی رابطه برقرارساخت و بیش از ۸۰ هزار جلد کتاب فارسی دربارهٔ تاریخ و فرهنگ ایران برای دانشمندان ایران‌شناس به درخواست خودشان فرستاده‌شد. از سوی دیگر بیش از ۴۰ جلد کتاب و مقاله از ایران‌شناسان و پارسی‌نویسان کشورهای جهان برای چاپ به بنیاد داده شده‌بود. هم‌چنین هر سال دو یا سه تن از بزرگان ایران‌شناس گیتی به دعوت بنیاد به ایران مسافرت و پژوهش‌های خود را با مطالعه در منابع موجود در ایران تکمیل کردند. ۳ بورس تحصیلی به دانشجویان افغانی دانشگاه تهران داده شد.
ج – برای برانگیزاندن و تشویق صاحب‌نظران به هرگونه پژوهش و بررسی دربارهٔ ایران و معارف ایرانی، بنیاد فرهنگ ایران از دو سوی اقدام کرد:
۱ - خرید و چاپ آثار پژوهشی دانشمندان‌ایرانی و بیش از ۵۰ تن از ایران‌شناسان برجسته گیتی که با بنیاد فرهنگ ایران همکاری‌داشتند و آثار خود را برای چاپ در اختیار این بنیاد گذاشته‌بودند.
۲ – برای گزینش و آموزش جوانان با استعدادی که شور و شوق پژوهش دارند، پژوهشکده فرهنگ ایران در مهرماه ۱۳۵۰ بنیاد شد.

## پژوهشکده فرهنگ ایران
پژوهشکده فرهنگ ایران، وابسته به بنیاد فرهنگ ایران، در سال ۱۳۵۱ تأسیس شد که دارای چهار رشته بود: ادبیات فارسی، زبان‌های باستانی ایران، زبان‌شناسی عمومی و تاریخ. پژوهشکده برنامه‌های جهانی پژوهشی در زبان‌شناسی فارسی را پشتیبانی مالی نموده و برنامه‌هایی برای دادن بورس تحصیلی به دانشجویان رشته زبان و ادبیات فارسی داشت. بیش از سی نفر پژوهشگر دارای مدرک کارشناسی در زبان و ادبیات فارسی در این پژوهشکده با روش پژوهش آشناشدند و در شعبه‌های پژوهشی بنیاد با گرفتن کمک هزینه تحصیلی کارآموزی کردند.

## پس از انقلاب اسلامی
پس از انقلاب اسلامی، در سال ۱۳۶۰ بنیاد فرهنگ ایران و یازده مؤسسه فرهنگی و علمی دیگر با هم ادغام شد و از مجموع آنها موسسه‌ای به نام «مؤسسه مطالعات و تحقیقات فرهنگی» وابسته به وزارت فرهنگ و آموزش عالی که آن را اکنون پژوهشگاه علوم انسانی و مطالعات فرهنگی می‌نامند تشکیل گردید. در این زمان پژوهشکده فرهنگ ایران نیز منحل شد و دانشجویان آن به دانشکده‌ها و موسسات مشابه منتقل شدند.
در سال ۱۳۶۹ پس از تغییر تشکیلات سازمانی، این مؤسسه با تصویب شورای گسترش آموزش عالی عنوان «پژوهشگاه» را دریافت کرد که تشکیلات سازمانی آن در خرداد ماه ۱۳۷۲ به تصویب نهایی سازمان امور اداری و استخدامی کشور رسید. در این مدت نیز پژوهشگاه‌هایی به آن اضافه شده و یک مؤسسه از آن منشعب شد.
در سال ۱۳۷۳ شورای عالی پژوهشگاه به منظور تأکید بر گرایش علوم انسانی و مسائل فرهنگی در تحقیقات پژوهشگاه، عنوان پژوهشگاه علوم انسانی و مطالعات فرهنگی را برای این نهاد پیشنهاد کرد که مورد تصویب شورای گسترش آموزش عالی قرار گرفت.